# Моралес, Олальо
Олальо Моралес (исп. Olallo Morales, полное имя Олальо Хуан Магнус Моралес Вилскман, исп. Olallo Juan Magnus Morales Wilskman; 15 октября 1874, Альмерия, Испания — 29 апреля 1957) — шведский дирижёр, музыкальный педагог и композитор.
Сын испанца и шведки. После смерти отца мать с сыном в 1890 г. вернулась в Швецию, обосновавшись первоначально у своих родителей в Гётеборге. В следующем году Моралес поступил в Стокгольмскую консерваторию в класс композиции Вильгельма Стенхаммара. Окончив курс в 1899 году, Моралес получил стипендию, позволившую ему продолжить занятия музыкой в Берлине, где он изучал фортепиано у Тересы Карреньо, композицию у Генриха Урбана и дирижирование у Ганса Пфицнера.
Вернувшись в Швецию в 1901 г., работал в Гётеборге как музыкальный критик, в 1905—1909 гг. был вторым дирижёром Гётеборгского симфонического оркестра, которым руководил его учитель Стенхаммар. С 1909 года жил и работал в Стокгольме. В 1911—1918 гг. музыкальный обозреватель газеты Svenska Dagbladet.
С 1910 г. преподавал композицию в Королевской академии музыки, с 1921 г. профессор (среди его учеников, в частности, Даг Вирен). Одновременно с 1918 г. секретарь Академии. Занимал также ряд других должностей в области музыкального образования и управления. С 1940 г. на пенсии.
Среди основных сочинений Моралеса — Симфония соль минор (1901), концерт для скрипки с оркестром (1943), увертюра для оркестра «Туфли Абу-Касема» (исп. Las pantuflas de Abú Casem; 1926), ряд других оркестровых пьес, струнный квартет, фортепианные сочинения, песни.
По просьбе Нобелевского комитета перевёл с испанского языка на шведский пьесу Хасинто Бенавенте «Страстотерпица». Основал Испанское общество в Стокгольме.